# Eusebia
Eusebia (* in Thessalonike; † wohl 360), mit vollständigem Namen Flavia Eusebia, war als zweite Frau Constantius’ II. (Kaiser 337–361) seit 353 Kaiserin des Römischen Reiches. Eusebia übte großen Einfluss auf ihren Mann aus und wirkte aktiv auf machtpolitische Entscheidungen am Hof ein. So unterstützte sie den späteren Kaiser Julian, dem sie zu seiner Ernennung zum Unterkaiser (Caesar) des Constantius verhalf. Hauptquellen für das Wissen über ihr Leben sind die Lobrede, die Julian ihr aus Dank für ihre Hilfe widmete, sowie mehrere Bemerkungen des Historikers Ammianus Marcellinus. Die Bewertungen in den Quellen weisen jedoch meist positive oder negative Topoi auf, so dass auch die Beurteilung in der modernen Forschung nicht widerspruchsfrei ausfällt.

## Geschichtlicher Hintergrund
Zu Beginn des 4. Jahrhunderts hatte sich Kaiser Konstantin der Große, Eusebias Schwiegervater, in langen Bürgerkriegen gegen seine Konkurrenten durchgesetzt und beherrschte schließlich ab dem Jahre 324 das gesamte Römische Reich. Als Kaiser leitete er unter anderem mit der Gründung Konstantinopels und der konstantinischen Wende einen tiefgreifenden Wandel ein. Als Folge wurden die Religionen Roms allmählich durch das monotheistische Christentum ersetzt.
Religionspolitisch wurde das 4. Jahrhundert vom arianischen Streit dominiert, dem innerchristlichen, trinitätstheologischen Konflikt zwischen verschiedenen Proponenten des Arianismus und den Vertretern der Wesensgleichheit zwischen „Vater“, „Sohn“ und „heiligem Geist“ (Bekenntnis von Nicaea). Die arianischen Bischöfe, die insbesondere im Osten des Reiches Rückhalt hatten, vertraten verschiedene Varianten der „Wesensähnlichkeit“ bzw. „Wesensverschiedenheit“ zwischen „Gott Vater“ und Jesus Christus. Während Konstantin selbst sich nicht auf eine der beiden Richtungen festlegte, orientierten sich seine Söhne unterschiedlich: Konstantin II. und Constans neigten der Wesensgleichheit zu, Constantius II. setzte sich hingegen für den gemäßigten Arianismus ein.
Nach dem Tod Konstantins I. im Jahr 337 ermordeten Militärs die meisten männlichen Verwandten des Kaisers, die gleichzeitig potentielle Rivalen der Söhne Konstantins waren. Nicht bekannt ist, ob die Militärs im Auftrag der überlebenden Söhne Konstantins handelten. Viele Forscher wollen Constantius II. als Urheber ausmachen, eine Ansicht, die aber auch dem schlechten Leumund des Constantius in den Quellen geschuldet sein könnte. Die drei Söhne Konstantins übernahmen nach der Ausschaltung ihrer Verwandten die Macht: Konstantin II. herrschte über Gallien und Spanien, Constans über Italien, Africa und Illyrien, Constantius II. über den Osten des Reiches. Fast unverzüglich kam es zu Rangstreitigkeiten zwischen den Herrschern. Konstantin II. kam bereits 340 im Kampf mit seinem Bruder Constans um, der wiederum 350 von Häschern des Usurpators Magnentius ermordet wurde.
351 ernannte Constantius II. seinen Cousin Constantius Gallus zum Caesar (Unterkaiser) und schickte ihn in den Osten, wo er die Grenze gegen die persischen Sassaniden verteidigen sollte. So konnte sich Constantius im Westen auf den Usurpator Magnentius konzentrieren, ohne an zwei Fronten kämpfen zu müssen. Nachdem er Magnentius 351 in der Schlacht bei Mursa bereits eine empfindliche Niederlage beigebracht hatte, konnte er ihn 353 endgültig besiegen. Gallus hatte sich jedoch während Constantius’ Abwesenheit diverse innenpolitische Missgriffe geleistet und stand im Verdacht, sich eigenmächtig zum Augustus aufschwingen zu wollen. Der misstrauische Constantius lockte ihn daraufhin unter einem Vorwand nach Westen und ließ ihn 354 hinrichten. In den auf die Hinrichtung folgenden Hochverratsprozessen wurde unter anderem Julian angeklagt, der Bruder des Gallus.

## Leben

### Herkunft und Heirat
Eusebias Familie kam aus Thessalonike, wo sie geboren wurde und zusammen mit ihren Brüdern Eusebius und Hypatius aufwuchs. Vor ihrer Heirat erhielt sie eine gründliche Ausbildung, besonders in der Literatur. Ihr Vater Eusebius war Heermeister (magister militum) des Kaisers Constantius II., der ihn so sehr schätzte, dass er ihn 347 mit dem Konsulat auszeichnete.
Anfang 353 heiratete Eusebia dann Constantius II., der kurz vor seinem endgültigen Sieg über den Usurpator Magnentius stand. Zur Hochzeit wurde Eusebia, die als ausgesprochen schön beschrieben wird, gemeinsam mit ihrer Mutter in einer prunkvollen Kavalkade (Reiterprozession) aus Thessalonike gebracht. Ihr Vater war zu diesem Zeitpunkt vermutlich bereits tot. Der Titel Augusta, den die Kaiser zu dieser Zeit üblicherweise ihren Frauen verliehen – noch Konstantin der Große hatte ihn sehr großzügig an gleich drei Frauen verteilt – blieb Eusebia bis zu ihrem Tod verwehrt.
Sie soll dennoch bald einen großen Einfluss auf ihren Mann ausgeübt haben, der sie so sehr geschätzt haben soll, dass er eine Diözese nach ihr „Pietas“ nannte – das Wort pietas (etwa: „Frömmigkeit“, „Ehrfurcht“, „Pflichtgefühl“) bezeichnete nicht nur eine wichtige römische Tugend, sondern ist auch die lateinische Entsprechung des griechischen eusebeia mit derselben Bedeutung. Die sonst nicht belegte Diözese könnte eine zeitweilige Umbenennung der Dioecesis Pontica gewesen sein. Ihren Einfluss setzte Eusebia zur Förderung ihr nahestehender Persönlichkeiten ein. So unterstützte sie beispielsweise die politische Karriere ihrer beiden Brüder, die im Jahr 359 gemeinsam zu Konsuln ernannt wurden. Nachdem sie bereits 354 das erste Mal Rom besucht hatte, hielt sich Eusebia seit 356 wieder dort auf und erlebte auch den Rombesuch ihres Mannes im Jahr 357 zur Feier seines Sieges über Magnentius.
Auch in die religionspolitischen Streitigkeiten der Zeit mischte sie sich ein. Sie geriet etwa bei einer Synode in Auseinandersetzung mit dem Bischof Leontios von Tripolis um die Macht des Hofes gegenüber den Bischöfen. Auch scheint sie sich 358 auf der Synode von Sirmium für den Bischof Basilius von Ancyra eingesetzt und diesem zu einem Sieg verholfen zu haben. Basilius vertrat die gemäßigt arianische Position der Homousianer, die zwischen dem Bekenntnis von Nicaea und den radikaleren arianischen Positionen des Ostens vermitteln wollten. Als Constantius Bischof Liberius von Rom nach Thrakien verbannte, weil dieser gegen die Verurteilung des wiederum radikal antiarianischen Bischofs Athanasius von Alexandria eingetreten war, bot Eusebia ihm – angeblich zur Deckung seiner Kosten – Geld an, das dieser jedoch ablehnte.

### Förderung Julians

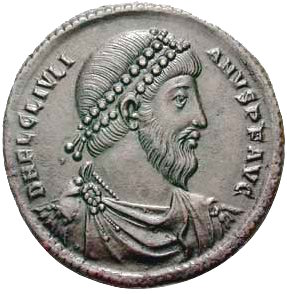
Bronzemünze Kaiser Julians

Bekannt ist Eusebia vor allem wegen ihrer Förderung des späteren Kaisers Julian. Im Zusammenhang mit dem Prozess gegen Julians Bruder Gallus hatte Constantius 354 seinen Cousin nach Mailand zitiert und ließ ihn dort wegen Hochverrats anklagen. Julian musste sechs Monate in Mailand bleiben, wo er sich zum ersten Mal persönlich mit Eusebia traf. Die beiden verstanden sich von Anfang an gut, Julian erzählte ihr nach eigener Aussage von seinen Studien der Literatur und der Philosophie. Eusebia, die Interesse an diesen Berichten und Sympathie für den jungen Mann zeigte, setzte sich bei Constantius für Julian ein. Dadurch erreichte sie die Begnadigung Julians, der im Sommer 355 schließlich aus der Gefangenschaft am Hof entlassen wurde. Eusebia konnte ihren Mann außerdem überreden, Julian wunschgemäß in Athen studieren zu lassen.
Noch im November desselben Jahres sorgte Eusebia offenbar für die Ernennung Julians zum Caesar, als der er für Gallien zuständig sein sollte. Eusebia und Julian trafen sich vor der Ernennungszeremonie wieder, und die Kaiserin schenkte dem neuen Juniorkaiser eine Bibliothek mit philosophischen, historischen, rhetorischen und poetischen Werken. Der erfreute Julian nahm das Geschenk mit nach Lutetia, dem heutigen Paris, wo er residierte. In der Folgezeit stand er wiederholt im Verdacht, Constantius die Macht durch eine Usurpation im Westen streitig machen zu wollen. Eusebia leistete offenbar Beschwichtigungsarbeit bei Constantius, der als empfindlich bekannt war, was Usurpationen betraf – wie schon Julians Bruder Gallus zu spüren bekommen hatte. Julian ehrte sie aus Dankbarkeit 356/357 mit einem Panegyrikus, einer Lobrede. Als sich der Konflikt zwischen Julian und Constantius II. zuspitzte und sich Julian tatsächlich von seinen Truppen eigenmächtig zum Augustus ausrufen ließ, stellte sich Eusebia jedoch auf die Seite ihres Mannes. Den endgültigen Bruch im Jahr 361 erlebte sie nicht mehr.

### Ende
Constantius II. war nach den Morden von 337 und dem Tod seiner Brüder – abgesehen von Julian – der letzte männliche Abkömmling der konstantinischen Dynastie. Die Sicherung der Nachfolge durch die Geburt eines Kaisersohns hatte für ihn hohe Priorität. Aus seiner Ehe ging jedoch in acht Jahren kein Kind hervor. Möglicherweise war Constantius dafür verantwortlich, wie einige Quellen mutmaßen. Denkbar ist aber auch, dass Eusebia unfruchtbar war. In jedem Fall kam es bald zu Tratsch und Gerüchten: Ihre Kinderlosigkeit veranlasste sie angeblich dazu, Helena, der Frau Julians, während Constantius’ Rombesuch 357 heimlich ein Mittel zu verabreichen, sodass diese keinen Nachfolger für ihren Mann zur Welt bringen konnte. Ein Kind, mit dem Helena bereits vorher schwanger gewesen war, habe sie bei der Geburt von einer Hebamme töten lassen.
Das letzte Zeichen des Einflusses der Kaiserin scheint ein Gesetz vom 18. Januar 360 zu sein, das alle Grundstücke ihrer Familie sogar in Notzeiten von der Steuer befreite. Somit war sie offenbar Anfang 360 noch am Leben. Anscheinend starb sie spätestens im Herbst 360, da Constantius im Winter 360/361 – Ammianus Marcellinus zufolge einige Zeit nach ihrem Tod – eine neue Ehe mit einer Frau namens Faustina schloss. Die Todesursache war vielleicht eine Krankheit ihrer Gebärmutter oder ein Medikament, das sie angeblich gegen die Unfruchtbarkeit erhalten hatte. Eusebia wurde in Konstantinopel bestattet, im selben Grab, in dem auch ihr Mann nach seinem unerwarteten Tod 361 begraben wurde.

## Rezeption

### Ammianus Marcellinus
Die wichtigste Quelle für die Zeit, in der Eusebia wirkte, ist der Geschichtsschreiber Ammianus Marcellinus, dessen Res gestae die Zeit von 353 bis 378 behandeln. Der Heide Ammian, der im Allgemeinen um ein durchaus ausgewogenes Urteil bemüht ist, zeichnet ein sehr ambivalentes Bild von Eusebia. An einer Stelle (21,6,4) wird sie fast panegyrisch als schön, menschlich und gerecht beschrieben: „Sie zeichnete sich vor allem durch körperliche Schönheit und gute Sitten aus und bewahrte sich trotz so hoher Stellung ihre Menschlichkeit. Wie ich berichtet habe, wurde durch ihre gerechte Gunst Julian aus Gefahren befreit und zum Cäsar ernannt.“ Ihre Schönheit wird noch einmal (18,3,2) betont: „Eusebiae …, decore corporis inter multas feminas excellentis.“ – „Eusebia, deren Schönheit die vieler anderer Frauen übertraf“.
Vor allem die Rolle Eusebias als Fürsprecherin Julians wird positiv dargestellt, da Ammian den heidnischen Kaiser Julian – trotz seiner Bemühungen um ein ausgewogenes Urteil – in seinem Werk durchgehend zum Helden stilisiert (siehe Julian bei Ammian). Bei Eusebias erster Fürsprache (15,2,8) lässt Ammian sie „auf einen Wink der höchsten Gottheit hin“ handeln, bei einer anderen Gelegenheit (15,8,3) lässt er offen, ob sie mehr aus Eigennutz handelte oder „aus angeborener Klugheit das allgemeine Wohl im Auge behielt“. Gegen diese insgesamt positive Darstellung wenden sich allerdings zwei andere Textstellen bei Ammian: Besonders auffällig ist dieser Gegensatz bei Betrachtung von 16,10,18–19, wo Ammian berichtet, Eusebia habe Julians Frau Helena vergiftet und sie dadurch unfruchtbar gemacht. Außerdem habe sie bei einer früheren Geburt eine Hebamme bestochen, die daraufhin Helenas neugeborenes Kind getötet habe. Ebenfalls negativ erscheint Eusebia bei 21,16,16, wo Ammian Constantius II. in einem Rückblick kritisiert, er habe sich zu sehr durch seine Ehefrauen und Höflinge beeinflussen lassen – damit dürfte vor allem Eusebia gemeint sein.
Ein Vergleich der Passagen 16,10,18–19 und 21,6,4 führt zu dem historiographischen Problem, wie Ammian einen derart offensichtlichen Widerspruch innerhalb seines Werkes bestehen lassen konnte. Dieses Problem wurde in der modernen Forschung unterschiedlich zu erklären versucht: Shaun Tougher kommt zu dem Schluss, dass die unterschiedlichen Darstellungen der Eusebia jeweils aus dem Kontext zu erklären seien: Bei 16,10,18–19 habe sich Ammian genötigt gefühlt, die Kinderlosigkeit seines Helden Julian zu rechtfertigen. Eusebia, als Frau von Julians Gegenspieler Constantius, der in Ammians Werk oft negativ bewertet wird, passte hier in Ammians Schema. Entsprechend sei die extrem positive Bewertung bei 21,16,16 aus der Verbindung dieser Textstelle mit Eusebias Geschwistern zu erklären, vor allem mit Hypatius, den Ammian ausnehmend positiv beurteilt.
Anja Wieber-Scariot sieht in der Textstelle 16,10,18–19 entweder eine Anspielung auf einen höfischen Konflikt zwischen Helena und Eusebia oder auf eine natürliche Unfruchtbarkeit Helenas, eventuell auch auf ein anderes gesundheitliches Problem einer der Kaiserinnen. Vielleicht sei die Textstelle auch ein Ausdruck der Zerrissenheit Ammians in Bezug auf Eusebia: Einerseits sei er ihr wohlgesinnt, weil sie seinen Helden Julian unterstützte, andererseits missbillige er ihren Einfluss am Hof, da er generelle Vorurteile gegenüber politischem Einfluss von Frauen gehabt habe, wie etwa seine negativ tendenziöse Darstellung der Constantina vermuten lasse.

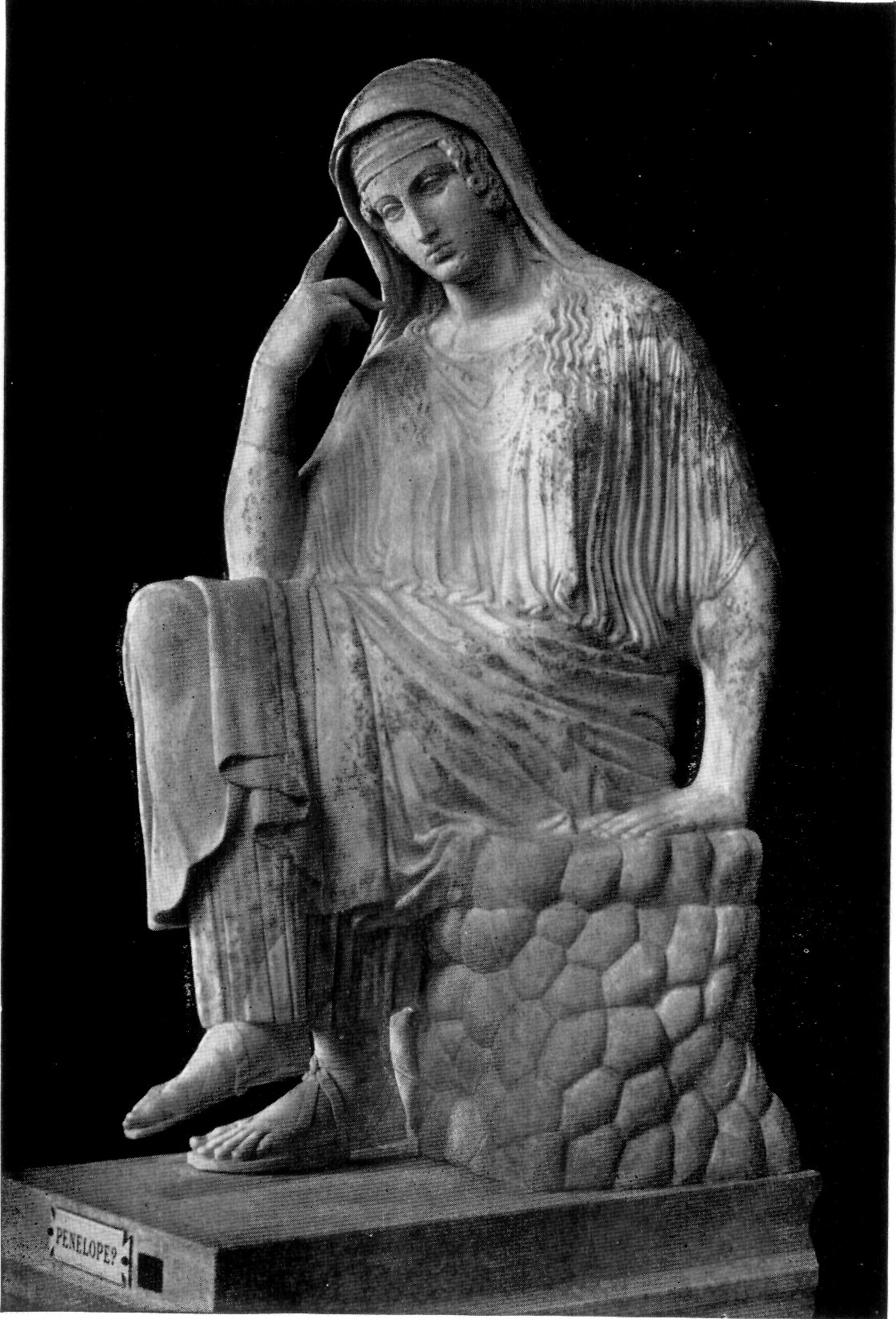
Penelope, Frau des Odysseus – Statue im Vatikan

### Julian
Julian ist eine sehr wichtige Quelle für Eusebia, da er ihr aus Dank für ihre Förderung eine Lob- beziehungsweise Dankesrede (Panegyrikus) widmete. Er erwähnte sie noch in weiteren Werken, vor allem in seinem Brief an die Athener aus dem Jahr 361, in dem er seine Position gegenüber Constantius rechtfertigt, der ihn mittlerweile als Usurpator ansah. Julians Panegyrikus auf Eusebia entstand 356/57, während seiner Zeit als Caesar in Gallien. Nach seiner Lobrede auf Constantius II. war dies Julians zweiter Panegyrikus, dem er noch einen weiteren auf Constantius folgen ließ. Für die Forschung ist die Rede vor allem deshalb interessant, weil Julian nicht nur die Förderung durch Eusebia beschrieb, sondern auch ausführlich auf sich selbst einging. Der Stil der Rede wird allgemein als einfacher, der Ton als ernster als beim vorhergehenden Panegyrikus beschrieben.
Eusebia wird im Panegyrikus dem Genre gemäß zur idealen Frau erhoben: Ihr werden die sieben Tugenden Gerechtigkeit, Weisheit, Mäßigung, Milde, Nachsicht, Philanthropie (Menschenliebe) und Großzügigkeit zugeordnet. Unter den Taten, in denen sich diese Tugenden zeigen, nennt Julian vor allem Eusebias Beeinflussung ihres Mannes zum Guten: Sie habe ihn zu mehr Barmherzigkeit geführt und „unzähligen Personen“ Ehre und Arbeit gesichert (116d–26b). Einen typisch panegyrischen Charakter haben auch die Vergleiche: Julian wählt als Vergleichspersönlichkeiten für Eusebia die mythischen Gestalten Arete und Penelope, die Frau des Odysseus. Dass Julian Eusebia tatsächlich geschätzt haben dürfte, zeigen mehrere Anmerkungen in seinem Brief an die Athener: Obwohl er hier „jede panegyrische Fessel abgestreift“ hat, beschreibt er Eusebia weiterhin positiv und dankt ihr für ihre Wohltaten.

### Weitere antike Autoren
Die Epitome de Caesaribus (42,19–20), die ein unbekannter heidnischer Autor Ende des 4. Jahrhunderts verfasste, bewertet Eusebia eher negativ, indem sie dort mit gewissen „zudringlichen Dienstleistungen“ („importuna ministeria“) in Verbindung gebracht wird. Dort werden auch Adamantia und Gorgonia erwähnt, angeblich zwei Hofdamen, deren Namen Eusebia ebenfalls in ein schlechtes Licht rücken: Adamantis war ein Zauberkraut, Gorgonia erinnert stark an die griechischen Schreckgestalten der Gorgonen. Wahrscheinlich ist, dass dem Autor der Epitome der umfassende Einfluss einer Frau am kaiserlichen Hof missfiel. In der Darstellung der christlichen Historiker Cedrenus und Zonaras (der Cedrenus als Quelle benutzte) wird sie dagegen positiv beschrieben: Nicht die schöne Eusebia, sondern vielmehr der weiche und „unmännliche“ Constantius sei für die Kinderlosigkeit des Paares verantwortlich gewesen.
Auch bei Philostorgios, einem arianisch gesinnten Kirchenhistoriker des 5. Jahrhunderts, wird Eusebia klassisch misogyn als „Megaira“, als eitel und hysterisch, beschrieben. Bei einer Synode habe sie den Bischof Leontios fragen lassen, warum er nicht, wie alle anderen Bischöfe, zu ihr gekommen sei und ihr (so scheint es) die Proskynese (das Niederknien vor der Kaiserin) verweigert habe. Sie versprach ihm den Bau einer großen, teuren Kirche, wenn er nur kommen würde. Leontios jedoch antwortete, er würde nur kommen, wenn sich die Kaiserin von ihrem Thron erheben und von ihm segnen ließe (wofür sie ihren Kopf unter seine Hände beugen müsse), und dann respektvoll neben ihm stehen würde. Sie müsse dann abwarten, bis er sie auffordere, sich wieder zu setzen. Eusebia sei daraufhin „wutentbrannt und voller Emotionen“ gewesen und habe ihrem Mann davon berichtet, wobei „sie viele Drohungen aus der emotionalen und seichten Gemütsanlage einer Frau heraus“ ausgestoßen habe. Sie sei dann aber von ihrem Mann, dem Kaiser, zurückgewiesen und in ihre Kammer geschickt worden. Constantius habe dabei Leontios’ „Freiheit der Gesinnung“ gelobt.
Der heidnische Historiker Zosimos, der seine Neue Geschichte gegen Ende des 5. Jahrhunderts abfasste, schildert bei 3,1,2–3 die Förderung Julians durch Eusebia relativ ausführlich: Constantius, der als Widersacher Julians und als Christ bei Zosimos eher negativ geschildert wird, steht in dieser Passage ratlos vor großen außenpolitischen Problemen (3,1,1), will aber gleichzeitig „aus Herrschsucht“ keinen neuen Caesar ernennen. Hier kommt Eusebia ins Spiel, die als „eine hochgebildete und an Klugheit allen Geschlechtsgenossinnen überlegene Frau“ beschrieben wird. Sie überredet den bedenkenvollen Constantius mit einer List, seinen Neffen Julian als Caesar zu akzeptieren, indem sie feststellt: „‚Hat er [Julian] nämlich bei seinen Unternehmungen Glück, so wird er nur bewirken, daß der Kaiser diese Erfolge sich persönlich zuschreibt; erleidet er hingegen einen Rückschlag und verliert dabei das Leben, dann wird Constantius künftighin niemand mehr haben, der als Sproß aus kaiserlichem Geschlecht zur höchsten Macht berufen werden könne.‘“ Eusebia wird hier also zwar einerseits als klug und gebildet, andererseits aber auch als intrigante Einflüsterin dargestellt.

### Forschung
Die Quellen zu Eusebia bedienen sich der beiden gängigen Topoi für mächtige Frauen: Zum einen des Topos der listigen Intrigantin (Ammian 16,10,18–19; Zosimos), zum anderen desjenigen der schönen und gerechten Wohltäterin (Julian; Ammian 21,6,4). Viele derjenigen Forscher, die Eusebia in einem allgemeineren Zusammenhang untersucht haben, haben die positivere Variante einer Eusebia übernommen, die Julian aus Güte unterstützt habe. So stellte schon der Historiker Edward Gibbon (1737–1794) Eusebia als „eine Frau von Schönheit und Verdiensten“ dar. Auch viele spätere Historiker haben die positive Variante aufgegriffen, indem sie Eusebias Unterstützung für Julian übernommen und die Geschichte um Julians Frau Helena bei Ammian 16,10,18–19 für unglaubwürdig erklärt haben. Der französische Althistoriker Noël Aujoulat kommt dagegen zu dem Schluss, dass Eusebia tatsächlich Julian um einen Nachfolger gebracht habe und dass vor allem politische Motive bei ihrer Unterstützung Julians eine Rolle gespielt hätten.
Die vor allem von Julian kolportierte Annahme, Eusebia habe bei der Förderung Julians uneigennützig und gütig gehandelt, wird auch von weiteren aktuellen Aufsätzen in Frage gestellt. So hat etwa der britische Historiker Shaun Tougher die These aufgestellt, dass hinter dem Engagement Eusebias für Julian in Wahrheit Constantius gesteckt habe. Dieser habe Eusebia benutzen müssen, um sich einen Zugang zu Julian zu verschaffen, da er selbst dessen Vertrauen durch die Hinrichtung des Gallus und durch seine mögliche Verwicklung in die Morde nach dem Tod Konstantins des Großen verspielt habe. Der Amerikaner Jason Juneau glaubt, dass Eusebia zwar selbstständig gehandelt habe, aber nur unter dem Gesichtspunkt, Constantius zu unterstützen und seine Macht zu festigen – nicht etwa aus Altruismus. Die Benennung einer Diözese in Pietas zu Eusebias Ehren sei eine Art Belohnung für dieses treue Verhalten gewesen.